# Иратошу (Арад)
Иратошу (рум. Iratoşu) насеље је у Румунији у округу Арад у општини Иратошу. Oпштина се налази на надморској висини од 98 m.

## Историја
Монаси манастира Пећка патријаршија посетили су током другог пута по Угарској 1666. године у селу Иратош,SIRUTA код Арада. Дошао је калуђерима у сусрет поп Вук и "писа(о) за себе обшти лист".
Племићка српска породица Текелија је 1721. године добило Иратош као посед. Постојали су Мали и Велики Иратош у блиском суседству са осталим Текелијиним пустарама: Визеш и Кевермеш. Годинама се водио судски спор између наследника покојног Јована Поповића-Текелије и државе, због имања које им је већ 1722. године одузето. Иратош је до 1746. године био милитарски шанац, а када је те године развојачен почело је масовно исељавање Срба граничара, пре свега у Русију.
Било је 1905. године у Киширатошу (Малом Иратошу) селу у Батоњском срезу, само седам православних Срба.

## Становништво
Према подацима из 2002. године у насељу је живело 2361 становника.

### Попис2002.
| Расподела становништва по националности 2002.‍ | Расподела становништва по националности 2002.‍ | Расподела становништва по националности 2002.‍ | Расподела становништва по националности 2002.‍ | Расподела становништва по националности 2002.‍ |
| --------------------------------------------- | --------------------------------------------- | --------------------------------------------- | --------------------------------------------- | --------------------------------------------- |
|                                               |                                               |                                               |                                               |                                               |
| Румуни                                        | Румуни                                        |                                               | 984                                           | 41,7%                                         |
| Мађари                                        | Мађари                                        |                                               | 1.301                                         | 55,2%                                         |
| Роми                                          | Роми                                          |                                               | 58                                            | 2,5%                                          |
| Украјинци                                     | Украјинци                                     |                                               | 8                                             | 0,3%                                          |
| Немци                                         | Немци                                         |                                               | 8                                             | 0,3%                                          |

### Хронологија
| Година       | 1992 | 1993 | 1994 | 1995 | 1996 | 1997 | 1998 | 1999 | 2000 | 2001 | 2002 | 2003 | 2004 | 2005 | 2006 | 2007 | 2008 | 2009 | 2010 | 2011 | 2012 | 2013 | 2014 | 2015 | 2016 | 2017 |
| ------------ | ---- | ---- | ---- | ---- | ---- | ---- | ---- | ---- | ---- | ---- | ---- | ---- | ---- | ---- | ---- | ---- | ---- | ---- | ---- | ---- | ---- | ---- | ---- | ---- | ---- | ---- |
| Становништво | 2182 | 2160 | 2149 | 2132 | 2133 | 2149 | 2167 | 2196 | 2249 | 2255 | 2258 | 2287 | 2291 | 2320 | 2327 | 2376 | 2420 | 2455 | 2459 | 2520 | 2521 | 2549 | 2564 | 2566 | 2552 | 2548 |